# Sándor Ivády
Sándor Ivády (Boedapest, 1 mei 1903 – Wenen, 21 december 1998) was een Hongaars waterpolospeler.
Sándor Ivády nam als waterpoloër tweemaal deel aan de Olympische Spelen in 1928 en 1932. In 1928 speelde hij vier wedstrijden en eindigde op een tweede plaats. In 1932 speelde hij drie wedstrijden en eindigde op de eerste plaats. Hij veroverde een gouden en een zilveren medaille.
In de competitie kwam Ivády uit voor Magyar Atlétikai Klub (MAC).
István Barta · 
Sándor Ivády · 
Olivér Halassy · 
Márton Homonnai · 
Alajos Keserű · 
Ferenc Keserű · 
József Vértesy
István Barta · 
György Bródy · 
Sándor Ivády · 
Olivér Halassy · 
Márton Homonnai · 
Alajos Keserű · 
Ferenc Keserű · 
János Németh · 
Miklós Sárkány · 
József Vértesy